# Wonderman
"Wonderman" é uma canção do rapper inglês Tinie Tempah contida em álbum de estreia Disc-Overy (2010). Foi lançada como quinto single do disco em 7 de março de 2011.

## Faixas e formatos
| Extended play (EP) digital do Reino Unido |                                   |         |  |
| N.º                                       | Título                            | Duração |  |
| 1.                                        | "Wonderman"                       | 3:41    |  |
| 2.                                        | "Wonderman" (instrumental)        | 3:36    |  |
| 3.                                        | "Wonderman" (BareNoize Remix)     | 4:14    |  |
| 4.                                        | "Wonderman" (Jacob Plant Remix)   | 4:47    |  |
| 5.                                        | "Wonderman" (All About She Remix) | 3:46    |  |
| 6.                                        | "Wonderman" (Dirty Duvall Remix)  | 4:17    |  |

## Desempenho nas tabelas musicais

### Posições
| Tabela musical (2011)                      | Melhor posição |
| ------------------------------------------ | -------------- |
| Escócia (The Official Charts Company)      | 15             |
| Eslováquia (IFPI Slovenská Republika)      | 62             |
| Irlanda - Irish Recorded Music Association | 16             |
| Reino Unido - UK Singles Chart             | 12             |
| Reino Unido (UK R&B Chart)                 | 3              |

### Certificações
| País              | Certificação |
| ----------------- | ------------ |
| Reino Unido (BPI) | Prata        |